# شانون بابیت
شانون بابیت (انگلیسی: Shannon Bobbitt؛ زادهٔ ۶ دسامبر ۱۹۸۵) بازیکن بسکتبال اهل ایالات متحده آمریکا است.